# Will Brill
Will Brill (Menlo Park, 11 luglio 1986) è un attore statunitense.

## Biografia
Nato e cresciuto in California, ha esordito sulle scene di New York nel 2009 nella commedia Piccola città di Thornton Wilder; da allora ha recitato regolarmente nei teatri newyorchesi in musical e opere teatrali a Broadway e nell'Off-Broadway, ricevendo una candidatura al Drama Desk Award nel 2023 e vincendo il Tony Award al miglior attore non protagonista l'anno successivo per Stereophonic. Attivo anche in campo cinematografico e televisivo, è noto a livello internazionale per i ruoli ricorrenti di Scott Brown in The OA, di Noah Weissman ne La fantastica signora Maisel e di Roy Cohn in Compagni di viaggio.

## Filmografia parziale

### Cinema
- Not Fade Away, regia di David Chase (2012)
- Piercing, regia di Nicolas Pesce (2018)
- Unsane, regia di Steven Soderbergh (2018)
- Una scomoda circostanza (Caught Stealing), regia di Darren Aronofsky (2025)

### Televisione
- Gotham – serie TV, episodi 2x01-2x02 (2015)
- Elementary – serie TV, episodi 4x04-4x05 (2015)
- The Blacklist – serie TV, episodio 3x05 (2015)
- The Knick – serie TV, episodio 2x03 (2015)
- The OA – serie TV, 12 episodi (2016-2019)
- Person of Interest – serie TV, episodio 5x11 (2016)
- La fantastica signora Maisel (The Marvelous Mrs. Maisel) – serie TV, 10 episodi (2017-2023)
- Law & Order: Unità vittime speciali (Law & Order: Special Victims Unit) episodio 18x14 (2017)
- NCIS: New Orleans – serie TV, episodio 4x04 (2017)
- Un amore senza tempo - The Time Traveler's Wife (The Time Traveler's Wife) – serie TV, episodio 1x06 (2022)
- Compagni di viaggio (Fellow Travelers), regia di Daniel Minahan, Destiny Ekaragha, James Kent e Uta Briesewitz – miniserie TV, 6 puntate (2023)
- The Walking Dead: The Ones Who Live, regia di Bert e Bertie, Michael Slovis e Michael E. Satrazemis – miniserie TV, puntata 1x05 (2024)

## Teatro
- Piccola città di Thornton Wilder. Barrow Street Theatre dell'Off-Broadway (2009)
- Tribes di Nina Raine. Barrow Street Theatre dell'Off-Broadway (2012), Mark Taper Forum di Los Angeles (2013)
- Act One di James Lapine. Vivian Beaumont Theatre di Broadway (2014)
- You Can't Take It with You, regia di George S. Kaufman e Moss Hart. Longacre Theatre di Broadway (2014)
- Illyria di Richard Nelson. Public Theater dell'Off-Broadway (2017)
- Oklahoma! di Richard Rodgers e Oscar Hammerstein II. Circle in the Square Theatre di Broadway (2019)
- A Case for the Existence of God di Samuel D. Hunter. Signature Theatre dell'Off-Broadway (2022)
- Stereophonic di David Adjmi. Playwrights Horizonz dell'Off-Broadway (2023), John Golden Theatre di Broadway (2024)

## Riconoscimenti
- Drama Desk Award
  - 2023 – Candidatura per la miglior interpretazione da protagonista in un'opera teatrale per A Case for the Existence of God
- Outer Critics Circle Award
  - 2012 – Candidatura per il miglior attore non protagonista per Tribes
- Tony Award
  - 2024 – Miglior attore non protagonista in un'opera teatrale per Stereophonic

## Doppiatori italiani
Nelle versioni in italiano delle opere in cui ha recitato, Will Brill è stato doppiato da:
- Massimo Aresu ne La fantastica signora Maisel
- Andrea Lopez in Compagni di viaggio